# 水漆林
水漆林，是臺灣臺南市六甲區的一個傳統地域名稱，也是全區行政中心所在地，位於該區北部偏西側。相較於今日行政區，其範圍大致包括水林里不含西北端及東南端、中社里部邊界地帶北段。
本地區境內主要聚落為水漆林，德元埤水庫位於本地區北部邊界地帶，部分水域位於境外。

## 歷史
台灣日治初期，水漆林地區為一街庄，稱為「水漆林庄」（舊制街庄），隸屬於赤山堡。該庄昔日北與查畝營庄、新厝庄為鄰，東與果毅後庄、六甲庄為鄰，南邊為二甲庄，西邊為中社庄。
1901年（日治明治三十四年）11月11日，全台廢縣廳改設二十廳，該庄隸屬於鹽水港廳。1904年（明治三十七年）4月1日，該庄編入「六甲區」，隸屬於鹽水港廳。1906年（明治三十九年）4月1日，鹽水港廳內管轄區域調整，該庄仍隸屬於六甲區。1909年（明治四十二年）10月25日，全台合併二十廳為十二廳，六甲區改隸屬於臺南廳。1920年（大正九年）10月1日，全台地方制度大改正，廢十二廳改設五州二廳，該庄改制為「水漆林」大字，隸屬於臺南州曾文郡六甲庄（新制街庄）。
戰後六甲庄改制為六甲鄉，隸屬於臺南縣，大字亦改制為村。1950年（民國39年）10月25日，雲、嘉、南分治，六甲鄉仍隸屬於臺南縣。2010年（民國99年）12月25日，臺南縣、市合併為直轄臺南市，六甲鄉改制為六甲區，村亦改制為里。

## 聚落
本地區發展較早的聚落為水漆林，在日治期初期的官方地圖上已有記載。

## 交通
市道165號是後庄至官田的道路，經過本地區東部中央偏南凸出部分的東北側邊界地帶。由該道路北行可前往柳營區東部、東山區、白河區、嘉義縣水上鄉東部、中埔鄉西部下六地區的後庄，並止於省道台18線路口；南行可前往六甲區六甲市區、官田區，並止於省道台1線路口。
市道174號是蘆竹溝至橫路的道路，經過本地區南部邊界地帶暨主聚落南側。由該道路西行可前往下營區、學甲區、北門區南部，並止於溪底寮地區的蘆竹溝聚落；東行可前往六甲區六甲市區、東山區東南部，並止於下南勢地區橫路聚落附近的市道175號路口。

## 公務機關
- 六甲區公所
- 臺南市官田戶政事務所六甲辦公處
- 臺南市政府警察局麻豆分局六甲分駐所
- 臺南市政府消防局第二大隊六甲消防分隊

## 水利設施
- 德元埤水庫（位於本地區北部邊界地帶）